# LTBP1
La proteína 1 de unión al factor de crecimiento transformante beta latente (LTBP1) es una proteína codificada en humanos por el gen ltbp1.
La proteína LTBP1 pertenece a la familia de proteínas de unión al TGF-beta latente (LTBPs). La secreción y activación de los diversos tipos de TGF-beta es regulada por su asociación con proteínas asociadas a latencia y con proteínas de unión a TGF-beta latente. LTBP1 marca complejos latentes de TGF-beta para ser secretados a la matriz extracelular, donde serán activados mediante diversos mecanismos. Se han descrito diversas variantes transcripcionales del gen ltbp1 que codifican diferentes isoformas de la proteína.

## Interacciones
La proteína ARID1A ha demostrado ser capaz de interaccionar con:
- TGF-beta 1[4]